# مونفورته سان جورجو
مونفورته سان جیورجیو (به ایتالیایی: Monforte San Giorgio) یک کومونه در ایتالیا است که در استان مسینا واقع شده‌است. مونفورته سان جیورجیو ۳۲٫۳ کیلومترمربع مساحت و ۳٬۰۱۵ نفر جمعیت دارد و ۲۸۷ متر بالاتر از سطح دریا واقع شده.